# Malacoctenus triangulatus
Malacoctenus triangulatus är en fiskart som beskrevs av Springer, 1959. Malacoctenus triangulatus ingår i släktet Malacoctenus och familjen Labrisomidae. Inga underarter finns listade i Catalogue of Life.